# Deh Gīn
Deh Gīn (persiska: ده گین) är en ort i Iran. Den ligger i den sydöstra delen av landet, 1 000 km sydost om huvudstaden Teheran. Deh Gīn ligger 474 meter över havet och antalet invånare är 107.
Terrängen runt Deh Gīn är huvudsakligen platt. Deh Gīn ligger nere i en dal. Runt Deh Gīn är det ganska glesbefolkat, med 40 invånare per kvadratkilometer. Närmaste större samhälle är Chīromābād, 6,5 km öster om Deh Gīn. Trakten runt Deh Gīn är ofruktbar med lite eller ingen växtlighet.